# Ducato di Bytom
Il ducato di Bytom (in polacco: Księstwo Bytomskie, in tedesco: Herzogtum Beuthen) fu uno dei tanti ducati di Slesia. Fu fondato in Alta Slesia intorno al 1281 durante la divisione del ducato di Opole e Racibórz tra i figli del duca Ladislao di Opole (Władysław Opolski).  La capitale del ducato era Bytom (in tedesco: Beuthen), precedentemente parte della Piccola Polonia, finché nel 1177 il duca polacco Casimiro II il Giusto lo annetté al Ducato di Racibórz, nella regione della Slesia.

## Storia
Quando il secondo figlio di Ladislao, Casimiro, divenne Duca di Bytom, in un primo momento governò insieme a suo fratello, il duca Bolko I di Opole e dal 1284 da solo. Il conflitto con il cugino della dinastia dei Piast, il duca Enrico IV il Probo, duca di Slesia, portò Casimiro a cercare rifugio dal re Venceslao II di Boemia e nel 1289 divenne il primo dei duchi Piast di Slesia a sottomettersi alla sovranità boema.
Con la morte del nipote di Casimiro, il Duca Boleslao, nel 1355 il ramo di Bytom dei Piast si estinse e nella successiva disputa sull'eredità la vedova Margareta di Sternberg dovette cedere la parte settentrionale del ducato compresa la signoria di Koźle al duca Corrado I di Oleśnica, mentre la restante parte andò al duca Casimiro I di Cieszyn. Bytom rimase diviso finché nel 1459 il duca Venceslao I di Cieszyn vendette la sua parte al duca Corrado IX il Nero di Oleśnica e il ducato fu riunito sotto il suo dominio.
Nel 1472 Mattia Corvino d'Ungheria, allora autoproclamato re di Boemia, annesse Bytom e lo promise a Jan di Zierotin. Nel 1498 fu unita al ducato di Opole sotto il dominio del Duca Giovanni II il Buono. Giovanni (Jan) aveva firmato un trattato di successione con il margravio Giorgio di Brandeburgo-Ansbach, che nel 1526 ebbe il feudo di Bytom dal re Luigi II Jagellone d'Ungheria e Boemia.
Il suo governo fu tuttavia contrastato dai successori di Luigi della Casa d'Asburgo, che guardavano con sospetto il guadagno di potere del Casato di Hohenzollern in Slesia. Dopo la battaglia della Montagna Bianca del 1620, l'imperatore Ferdinando II d'Asburgo ebbe l'occasione per privare l'elettore Giorgio Guglielmo di Brandeburgo del dominio su Bytom. Rimase quindi un Freie Standesherrschaft all'interno della monarchia asburgica fino alla sua annessione alla Prussia nel 1742.